# Argueil
Argueil é uma comuna francesa na região administrativa da Normandia, no departamento de Sena Marítimo. Estende-se por uma área de 6,89 km². Em 2010 a comuna tinha 350 habitantes (densidade: 50,8 hab./km²).